# ريان (مغني)
ريان(13 أغسطس 1982-) مغني لبناني من أصل أرمني.

## حياته
ولد في جل الديب بالعاصمة اللبنانية بيروت اسمه الحقيقي كريكور، درس الحقوق في إحدى الجامعات اللبنانية.

## مشواره الفني
انطلاقته كانت بأغنية «أنت غرامي» وتعاون في بداياته مع شركة  music is my life .
أطلق ألبومه الأول «حالة غريبة» عام 2004 ، من إنتاج شركة روتانا، وضم هذا الالبوم أغاني «حالة غريبة، احلى غرام، أنت املي، شو بتمنى، لا تخافي، دي دنيتنا، املي كبير، لعيونك انا وتصدرت الأغنية» طليعة الأغاني العربية، وقام بتصويرها فيديو كليب احلى غرام بإخراج وليد ناصيف. وكان قد اخرج قبلها «حالة غريبة» على شكل فيديو كليب.
في فبراير 2006 أصدر ألبومه الثاني «حكيو عينيك» وصور «فيديو كليب» بإخراج وليد ناصيف لهذه الأغنية كما، صوّر أغنية «كانت روحي» الأسطورية على شكل فيديو كليب بمساعدة المخرج نفسه وهي من كلمات «صمت»، وتتميز هذه الأغنية، حيث قام بتمثيل الكليب باتقان مع نفس الفتاة التي مثل معها في كليب «حكيو عينيك»، كما احتوى الالبوم أيضا ً أغاني «حرام عليك، وين الحب، بتقولي نرجع، قلبي احتار، مين غيرك، والاغنية الوطنية عم يبكي لبنان التي أصدرها خلال حرب تموز ونال عليها جائزة كوريا الشمالية» وتضمن الالبوم أيضا ديو مع الفنانة أمل حجازي بعنوان «جنون بحبك».
أصدر ألبومه الثالث «وين بروح» في أكتوبر 2007، وصوّر منه فيديو كليب «ما حرام» من إخراج وليد ناصيف، و«حعلمك» من إخراج جو بو عيد، باللهجة المصرية صورها بعد عام من إصدار الالبوم؛ في صيف 2008.
شارك في مهرجانات عربية عده واهمها مهرجان قرطاج عام 2008
في صيف 2009، صور الفنان تريو بعنوان «محبوبي» مع كل من الفنانين أيمن زبيب وزين العمر وهي أغنية شبابية ناجحة غناها الثلاثي بخليط من اللهجة اللبنانية والمغربية، فسخ عقده مع الشركة عام 2010
عام 2012 أصدر أغنية أنا عم خونك وصورها مع المخرج هاني عساف

### قضية تعاطيه للمخدرات والغياب
عام 2010 دخل السجن بتهمة تعاطي المخدرات، تحديداً مادتي الكوكايين والحشيشة، بعدما كان ضحية وشاية من إحدى الفتيات التي كانت تتعاطى المخدرات ضمن دائرة أصدقائه الضيّقة، لجأ إلى مركز لعلاج الإدمان 

### عودته الساحة الغنائية
عام 2014 عاد للساحة الفنية بأغنية صدقني بتخسر وصورها فيديو كليب مع المخرج سام كيال كما أصدر بعدها أغنية وشوشتا منفردة
عام 2015 أصدر أغنية منفردة بعنوان قضيت عليه
عام 2018 قام بغناء تتر مسلسل العاصي -البيت الأبيض بعنوان يا حقد

## ألبومات[8]
| الألبوم    | العام | المنتج |
| ---------- | ----- | ------ |
| حالة غريبة | 2004  | روتانا |
| حكيو عينيك | 2006  | روتانا |
| وين بروح   | 2007  | روتانا |

## أغاني مصورة
| الأغنية                            | المخرج      | المنتج    | العام |
| ---------------------------------- | ----------- | --------- | ----- |
| أحلى غرام                          | وليد ناصيف  | روتانا    | 2004  |
| حالة غريبة                         | وليد ناصيف  | روتانا    | 2004  |
| حكيو عينيك                         | وليد ناصيف  | روتانا    | 2006  |
| كانت روحي                          | وليد ناصيف  | روتانا    | 2006  |
| ماحرام                             | وليد ناصيف  | روتانا    | 2007  |
| هعلمك                              | جو بو عيد   | روتانا    | 2008  |
| محبوبي تريو مع ملحم زين وأيمن زبيب | فادي حداد   | روتانا    | 2008  |
| خطر الموت                          | باسم كريستو | روتانا    | 2008  |
| أنا عم خونك                        | هاني عساف   | إنتاج خاص | 2012  |
| صدقني بتخسر                        | سام كيال    | إنتاج خاص | 2014  |
| قرارك صح                           | موريس رزق   | إنتاج خاص | 2019  |
| مع بعض                             | أحمد نعنع   | إنتاج خاص | 2020  |
| بنظرة                              | موريس رزق   | إنتاج خاص | 2020  |
| بعدك بتحن                          | أحمد نعنع   | إنتاج خاص | 2021  |
| يا أغلى من عمري                    | أحمد نعنع   | إنتاج خاص | 2022  |

## أغاني مسلسلات
- (2011):أيام الدراسة ج1
- (2018):العاصي -البيت الأبيض